# 서부 콘퍼런스 (NBA)
서부 콘퍼런스(영어: Western Conference)는 NBA(영어: National Basketball Association)를 구성하는 두 개의 콘퍼런스 중 하나이고, 다른 하나는 동부 콘퍼런스(영어: Eastern Conference)다. 두 콘퍼런스 모두 3개 디비전으로 구성된 15개 팀으로 구성되어 있다. 서부 콘퍼런스는 노스웨스트 디비전(영어: Northwest Division), 퍼시픽 디비전(영어: Pacific Division), 사우스웨스트 디비전(영어: Southwest Division)으로 구성된다.
지금의 디비전 정렬은 샬럿 밥캐츠가 NBA의 30번째 프랜차이즈로 뛰기 시작한 2004~2005 시즌 초에 채택되었다. 이를 위해서는 뉴올리언스 호니츠의 이동이 동부 콘퍼런스의 센트럴 디비전에서 새로 창설된 서부 콘퍼런스의 사우스웨스트 디비전으로 이동해야 했다. 최다 콘퍼런스 우승팀은 17번 우승을 차지한 로스앤젤레스 레이커스이고, 2024~2025 시즌 콘퍼런스 챔피언은 오클라호마시티 선더이다.

## 현재 콘퍼런스에 소속된 팀
| 구단명                    | 연고지                      | 경기장                   | 수용인원          | 창설              | 가맹              | 창설 당시 소속    |
| 노스웨스트 디비전         | 노스웨스트 디비전           | 노스웨스트 디비전        | 노스웨스트 디비전 | 노스웨스트 디비전 | 노스웨스트 디비전 | 노스웨스트 디비전 |
| ------------------------- | --------------------------- | ------------------------ | ----------------- | ----------------- | ----------------- | ----------------- |
| 덴버 너기츠               | 콜로라도주 덴버             | 볼 아레나                | 19,520명          | 1967년            | 1976년            | ABA               |
| 미네소타 팀버울브스       | 미네소타주 미니애폴리스     | 타깃 센터                | 18,798명          | 1989년            | 1989년            | 미드웨스트 디비전 |
| 오클라호마시티 선더       | 오클라호마주 오클라호마시티 | 페이콤 센터              | 18,203명          | 2008년            | 2008년            | 노스웨스트 디비전 |
| 포틀랜드 트레일블레이저스 | 오리건주 포틀랜드           | 모다 센터                | 19,393명          | 1970년            | 1970년            | 퍼시픽 디비전     |
| 유타 재즈                 | 유타주 솔트레이크시티       | 델타 센터                | 18,306명          | 1974년            | 1974년            | 센트럴 디비전     |
| 퍼시픽 디비전             |                             |                          |                   |                   |                   |                   |
| 골든스테이트 워리어스     | 캘리포니아주 샌프란시스코   | 체이스 센터              | 18,064명          | 1946년            | 1946년            | 이스턴 디비전     |
| 로스앤젤레스 레이커스     | 캘리포니아주 로스앤젤레스   | 크립토닷컴 아레나        | 19,079명          | 1946년            | 1948년            | 웨스턴 디비전     |
| 로스앤젤레스 클리퍼스     | 캘리포니아주 잉글우드       | 인튜이트 돔              | 18,000명          | 1970년            | 1970년            | 센트럴 디비전     |
| 피닉스 선스               | 애리조나주 피닉스           | PHX 아레나               | 17,071명          | 1968년            | 1968년            | 웨스턴 디비전     |
| 새크라멘토 킹스           | 캘리포니아주 새크라멘토     | 골든 1 센터              | 17,608명          | 1923년            | 1948년            | 세미프로팀        |
| 사우스웨스트 디비전       |                             |                          |                   |                   |                   |                   |
| 댈러스 매버릭스           | 텍사스주 댈러스             | 아메리칸 에어라인스 센터 | 19,200명          | 1980년            | 1980년            | 미드웨스트 디비전 |
| 휴스턴 로키츠             | 텍사스주 휴스턴             | 도요타 센터              | 18,104명          | 1967년            | 1967년            | 웨스턴 디비전     |
| 멤피스 그리즐리스         | 테네시주 멤피스             | 페덱스 포럼              | 17,794명          | 1995년            | 1995년            | 미드웨스트 디비전 |
| 뉴올리언스 펠리컨스       | 루이지애나주 뉴올리언스     | 스무디킹 센터            | 16,867명          | 2002년            | 2002년            | 센트럴 디비전     |
| 샌안토니오 스퍼스         | 텍사스주 샌안토니오         | 프로스트 뱅크 센터       | 18,418명          | 1967년            | 1976년            | ABA               |

## 과거 콘퍼런스에 소속되던 팀
| 구단명            | 연고지                    | 참가년도      | 경기장                 | 수용인원 | 비고                     |
| ----------------- | ------------------------- | ------------- | ---------------------- | -------- | ------------------------ |
| 시애틀 슈퍼소닉스 | 워싱턴주 시애틀           | 1970년~2008년 | 키 아레나              | 17,072명 | 빈칸                     |
| 벤쿠버 그리즐리스 | 브리티시컬럼비아주 벤쿠버 | 1995년~2001년 | 제너럴 모터스 플레이스 | 19,700명 | 멤피스 그리즐리스의 전신 |

## 동부 콘퍼런스로 옮긴 팀
| 동부 콘퍼런스       | 동부 콘퍼런스             | 동부 콘퍼런스 | 동부 콘퍼런스              | 동부 콘퍼런스 | 동부 콘퍼런스 |
| 구단명              | 연고지                    | 참가년도      | 경기장                     | 수용인원      | 비고          |
| ------------------- | ------------------------- | ------------- | -------------------------- | ------------- | ------------- |
| 시카고 불스         | 일리노이주 시카고         | 1970년~1980년 | 시카고 스타디움            | 18,676명      | 빈칸          |
| 디트로이트 피스턴스 | 미시간주 디트로이트       | 1970년~1978년 | 코보 아레나                | 12,000명      | 빈칸          |
| 밀워키 벅스         | 위스콘신주 밀워키         | 1970년~1980년 | 메카 아레나                | 10,783명      | 빈칸          |
| 애틀랜타 호크스     | 조지아주 애틀랜타         | 1970년        | 알렉산더 메모리얼 콜리시엄 | 8,600명       | 빈칸          |
| 인디애나 페이서스   | 인디애나주 인디애나폴리스 | 1976년~1980년 | 마켓 스퀘어 아레나         | 16,530명      | 빈칸          |
| 마이애미 히트       | 플로리다주 마이애미       | 1988년~1989년 | 마이애미 아레나            | 15,200명      | 빈칸          |
| 올랜도 매직         | 플로리다주 올랜도         | 1990년~1991년 | 올랜도 아레나              | 17,461명      | 빈칸          |

<참고사항>
- 애틀랜타 호크스는 1970년 동부 콘퍼런스 센트럴 디비전으로 옮겼다.
- 디트로이트 피스턴스는 1978년 동부 콘퍼런스 센트럴 디비전으로 옮겼다.
- 시카고 불스, 밀워키 벅스, 인디애나 페이서스는 1980년 동부 콘퍼런스 센트럴 디비전으로 옮겼다.
- 마이애미 히트는 1990년 동부 콘퍼런스 애틀랜틱 디비전으로 옮겼다.
- 올랜도 매직은 1991년 동부 콘퍼런스 애틀랜틱 디비전으로 옮겼다.

## 역대 콘퍼런스 챔피언
- 2000~2001 시즌에 처음으로 서부 컨퍼런스 챔피언십 트로피를 수여하기 시작했고, 2021~2022 시즌에 명예의 전당 오스카 로버트슨의 이름을 따서 이름을 바꾸었다.

| 시즌      | 우승팀                    | 시즌 성적      |
| --------- | ------------------------- | -------------- |
| 1970~1971 | 밀워키 벅스               | 66승 16패 .805 |
| 1971~1972 | 로스앤젤레스 레이커스     | 69승 13패 .841 |
| 1972~1973 | 로스앤젤레스 레이커스     | 60승 22패 .732 |
| 1973~1974 | 밀워키 벅스               | 59승 23패 .720 |
| 1974~1975 | 골든스테이트 워리어스     | 48승 34패 .585 |
| 1975~1976 | 피닉스 선스               | 42승 40패 .512 |
| 1976~1977 | 포틀랜드 트레일블레이저스 | 49승 33패 .598 |
| 1977~1978 | 시애틀 슈퍼소닉스         | 47승 35패 .573 |
| 1978~1979 | 시애틀 슈퍼소닉스         | 52승 30패 .634 |
| 1979~1980 | 로스앤젤레스 레이커스     | 60승 22패 .732 |
| 1980~1981 | 휴스턴 로키츠             | 40승 42패 .488 |
| 1981~1982 | 로스앤젤레스 레이커스     | 57승 25패 .695 |
| 1982~1983 | 로스앤젤레스 레이커스     | 58승 24패 .707 |
| 1983~1984 | 로스앤젤레스 레이커스     | 54승 28패 .659 |
| 1984~1985 | 로스앤젤레스 레이커스     | 62승 20패 .756 |
| 1985~1986 | 휴스턴 로키츠             | 51승 31패 .622 |
| 1986~1987 | 로스앤젤레스 레이커스     | 65승 17패 .793 |
| 1987~1988 | 로스앤젤레스 레이커스     | 62승 20패 .756 |
| 1988~1989 | 로스앤젤레스 레이커스     | 57승 25패 .695 |
| 1989~1990 | 포틀랜드 트레일블레이저스 | 59승 23패 .720 |
| 1990~1991 | 로스앤젤레스 레이커스     | 58승 24패 .707 |
| 1991~1992 | 포틀랜드 트레일블레이저스 | 57승 25패 .695 |
| 1992~1993 | 피닉스 선스               | 62승 20패 .756 |
| 1993~1994 | 휴스턴 로키츠             | 58승 24패 .707 |
| 1994~1995 | 휴스턴 로키츠             | 47승 35패 .573 |
| 1995~1996 | 시애틀 슈퍼소닉스         | 64승 18패 .780 |
| 1996~1997 | 유타 재즈                 | 64승 18패 .780 |
| 1997~1998 | 유타 재즈                 | 62승 20패 .756 |
| 1998~1999 | 샌안토니오 스퍼스         | 37승 13패 .740 |
| 1999~2000 | 로스앤젤레스 레이커스     | 67승 15패 .817 |
| 2000~2001 | 로스앤젤레스 레이커스     | 56승 26패 .683 |
| 2001~2002 | 로스앤젤레스 레이커스     | 58승 24패 .707 |
| 2002~2003 | 샌안토니오 스퍼스         | 60승 22패 .732 |
| 2003~2004 | 로스앤젤레스 레이커스     | 56승 26패 .683 |
| 2004~2005 | 샌안토니오 스퍼스         | 59승 23패 .720 |
| 2005~2006 | 댈러스 매버릭스           | 60승 22패 .732 |
| 2006~2007 | 샌안토니오 스퍼스         | 58승 24패 .707 |
| 2007~2008 | 로스앤젤레스 레이커스     | 57승 25패 .695 |
| 2008~2009 | 로스앤젤레스 레이커스     | 65승 17패 .793 |
| 2009~2010 | 로스앤젤레스 레이커스     | 57승 25패 .695 |
| 2010~2011 | 댈러스 매버릭스           | 57승 25패 .695 |
| 2011~2012 | 오클라호마시티 선더       | 47승 19패 .712 |
| 2012~2013 | 샌안토니오 스퍼스         | 58승 24패 .707 |
| 2013~2014 | 샌안토니오 스퍼스         | 62승 20패 .756 |
| 2014~2015 | 골든스테이트 워리어스     | 67승 15패 .817 |
| 2015~2016 | 골든스테이트 워리어스     | 73승 9패 .890  |
| 2016~2017 | 골든스테이트 워리어스     | 67승 15패 .817 |
| 2017~2018 | 골든스테이트 워리어스     | 58승 24패 .707 |
| 2018~2019 | 골든스테이트 워리어스     | 57승 25패 .695 |
| 2019~2020 | 로스앤젤레스 레이커스     | 52승 19패 .732 |
| 2020~2021 | 피닉스 선스               | 51승 21패 .708 |
| 2021~2022 | 골든스테이트 워리어스     | 53승 29패 .646 |
| 2022~2023 | 덴버 너기츠               | 53승 29패 .646 |
| 2023~2024 | 댈러스 매버릭스           | 50승 32패 .610 |
| 2024~2025 | 오클라호마시티 선더       | 68승 14패 .829 |

### NBA 파이널 우승
| 시즌      | 팀                        | 시즌 성적      |
| --------- | ------------------------- | -------------- |
| 1970~1971 | 밀워키 벅스               | 66승 16패 .805 |
| 1971~1972 | 로스앤젤레스 레이커스     | 69승 13패 .841 |
| 1974~1975 | 골든스테이트 워리어스     | 48승 34패 .585 |
| 1976~1977 | 포틀랜드 트레일블레이저스 | 49승 33패 .598 |
| 1978~1979 | 시애틀 슈퍼소닉스         | 52승 30패 .634 |
| 1979~1980 | 로스앤젤레스 레이커스     | 60승 22패 .732 |
| 1981~1982 | 로스앤젤레스 레이커스     | 57승 25패 .695 |
| 1984~1985 | 로스앤젤레스 레이커스     | 62승 20패 .756 |
| 1986~1987 | 로스앤젤레스 레이커스     | 65승 17패 .793 |
| 1987~1988 | 로스앤젤레스 레이커스     | 62승 20패 .756 |
| 1993~1994 | 휴스턴 로키츠             | 58승 24패 .707 |
| 1994~1995 | 휴스턴 로키츠             | 47승 35패 .573 |
| 1998~1999 | 샌안토니오 스퍼스         | 37승 13패 .740 |
| 1999~2000 | 로스앤젤레스 레이커스     | 67승 15패 .817 |
| 2000~2001 | 로스앤젤레스 레이커스     | 56승 26패 .683 |
| 2001~2002 | 로스앤젤레스 레이커스     | 58승 24패 .707 |
| 2002~2003 | 샌안토니오 스퍼스         | 60승 22패 .732 |
| 2004~2005 | 샌안토니오 스퍼스         | 59승 23패 .720 |
| 2006~2007 | 샌안토니오 스퍼스         | 58승 24패 .707 |
| 2008~2009 | 로스앤젤레스 레이커스     | 65승 17패 .793 |
| 2009~2010 | 로스앤젤레스 레이커스     | 57승 25패 .695 |
| 2010~2011 | 댈러스 매버릭스           | 57승 25패 .695 |
| 2013~2014 | 샌안토니오 스퍼스         | 58승 24패 .707 |
| 2014~2015 | 골든스테이트 워리어스     | 67승 15패 .817 |
| 2016~2017 | 골든스테이트 워리어스     | 67승 15패 .817 |
| 2017~2018 | 골든스테이트 워리어스     | 58승 24패 .707 |
| 2019~2020 | 로스앤젤레스 레이커스     | 52승 19패 .732 |
| 2021~2022 | 골든스테이트 워리어스     | 53승 29패 .646 |
| 2022~2023 | 덴버 너기츠               | 53승 29패 .646 |
| 2024~2025 | 오클라호마시티 선더       | 68승 14패 .829 |

## 역대 콘퍼런스 결과
| 연도 | 우승팀                    | 스코어  | 준우승팀                  |
| ---- | ------------------------- | ------- | ------------------------- |
| 1971 | 밀워키 벅스               | 4승 1패 | 로스앤젤레스 레이커스     |
| 1972 | 로스앤젤레스 레이커스     | 4승 2패 | 밀워키 벅스               |
| 1973 | 로스앤젤레스 레이커스     | 4승 1패 | 골든스테이트 워리어스     |
| 1974 | 밀워키 벅스               | 4승     | 시카고 불스               |
| 1975 | 골든스테이트 워리어스     | 4승 3패 | 시카고 불스               |
| 1976 | 피닉스 선스               | 4승 3패 | 골든스테이트 워리어스     |
| 1977 | 포틀랜드 트레일블레이저스 | 4승     | 로스앤젤레스 레이커스     |
| 1978 | 시애틀 슈퍼소닉스         | 4승 2패 | 덴버 너기츠               |
| 1979 | 시애틀 슈퍼소닉스         | 4승 3패 | 피닉스 선스               |
| 1980 | 로스앤젤레스 레이커스     | 4승 1패 | 시애틀 슈퍼소닉스         |
| 1981 | 휴스턴 로키츠             | 4승 1패 | 캔자스시티 킹스           |
| 1982 | 로스앤젤레스 레이커스     | 4승     | 샌안토니오 스퍼스         |
| 1983 | 로스앤젤레스 레이커스     | 4승 2패 | 샌안토니오 스퍼스         |
| 1984 | 로스앤젤레스 레이커스     | 4승 2패 | 피닉스 선스               |
| 1985 | 로스앤젤레스 레이커스     | 4승 1패 | 덴버 너기츠               |
| 1986 | 휴스턴 로키츠             | 4승 1패 | 로스앤젤레스 레이커스     |
| 1987 | 로스앤젤레스 레이커스     | 4승     | 시애틀 슈퍼소닉스         |
| 1988 | 로스앤젤레스 레이커스     | 4승 3패 | 댈러스 매버릭스           |
| 1989 | 로스앤젤레스 레이커스     | 4승     | 피닉스 선스               |
| 1990 | 포틀랜드 트레일블레이저스 | 4승 2패 | 피닉스 선스               |
| 1991 | 로스앤젤레스 레이커스     | 4승 2패 | 포틀랜드 트레일블레이저스 |
| 1992 | 포틀랜드 트레일블레이저스 | 4승 2패 | 유타 재즈                 |
| 1993 | 피닉스 선스               | 4승 3패 | 시애틀 슈퍼소닉스         |
| 1994 | 휴스턴 로키츠             | 4승 1패 | 유타 재즈                 |
| 1995 | 휴스턴 로키츠             | 4승 2패 | 샌안토니오 스퍼스         |
| 1996 | 시애틀 슈퍼소닉스         | 4승 3패 | 유타 재즈                 |
| 1997 | 유타 재즈                 | 4승 2패 | 휴스턴 로키츠             |
| 1998 | 유타 재즈                 | 4승     | 로스앤젤레스 레이커스     |
| 1999 | 샌안토니오 스퍼스         | 4승     | 포틀랜드 트레일블레이저스 |
| 2000 | 로스앤젤레스 레이커스     | 4승 3패 | 포틀랜드 트레일블레이저스 |
| 2001 | 로스앤젤레스 레이커스     | 4승     | 샌안토니오 스퍼스         |
| 2002 | 로스앤젤레스 레이커스     | 4승 3패 | 새크라멘토 킹스           |
| 2003 | 샌안토니오 스퍼스         | 4승 2패 | 댈러스 매버릭스           |
| 2004 | 로스앤젤레스 레이커스     | 4승 2패 | 미네소타 팀버울브스       |
| 2005 | 샌안토니오 스퍼스         | 4승 1패 | 피닉스 선스               |
| 2006 | 댈러스 매버릭스           | 4승 2패 | 피닉스 선스               |
| 2007 | 샌안토니오 스퍼스         | 4승 1패 | 유타 재즈                 |
| 2008 | 로스앤젤레스 레이커스     | 4승 1패 | 샌안토니오 스퍼스         |
| 2009 | 로스앤젤레스 레이커스     | 4승 2패 | 덴버 너기츠               |
| 2010 | 로스앤젤레스 레이커스     | 4승 2패 | 피닉스 선스               |
| 2011 | 댈러스 매버릭스           | 4승 1패 | 오클라호마시티 선더       |
| 2012 | 오클라호마시티 선더       | 4승 2패 | 샌안토니오 스퍼스         |
| 2013 | 샌안토니오 스퍼스         | 4승     | 멤피스 그리즐리스         |
| 2014 | 샌안토니오 스퍼스         | 4승 2패 | 오클라호마시티 선더       |
| 2015 | 골든스테이트 워리어스     | 4승 1패 | 휴스턴 로키츠             |
| 2016 | 골든스테이트 워리어스     | 4승 3패 | 오클라호마시티 선더       |
| 2017 | 골든스테이트 워리어스     | 4승     | 샌안토니오 스퍼스         |
| 2018 | 골든스테이트 워리어스     | 4승 3패 | 휴스턴 로키츠             |
| 2019 | 골든스테이트 워리어스     | 4승     | 포틀랜드 트레일블레이저스 |
| 2020 | 로스앤젤레스 레이커스     | 4승 1패 | 덴버 너기츠               |
| 2021 | 피닉스 선스               | 4승 2패 | 로스앤젤레스 클리퍼스     |
| 2022 | 골든스테이트 워리어스     | 4승 1패 | 댈러스 매버릭스           |
| 2023 | 덴버 너기츠               | 4승     | 로스앤젤레스 레이커스     |
| 2024 | 댈러스 매버릭스           | 4승 1패 | 미네소타 팀버울브스       |
| 2025 | 오클라호마시티 선더       | 4승 1패 | 미네소타 팀버울브스       |

## 역대 콘퍼런스 MVP
NBA는 2000~2001 시즌에 처음으로 서부 컨퍼런스 챔피언십 트로피를 수여하기 시작했고, 2021~2022 시즌에 명예의 전당 오스카 로버트슨의 이름을 따서 이름을 바꾸었다. 또한 2021~2022 시즌에 리그는 명예의 전당 매직 존슨의 이름을 딴 서부 컨퍼런스 파이널 최우수 선수에게 어빈 "매직" 존슨 트로피를 수여하기 시작했다.
| 시즌      | 수상자               | 소속팀                |
| --------- | -------------------- | --------------------- |
| 2021~2022 | 스테픈 커리          | 골든스테이트 워리어스 |
| 2022~2023 | 니콜라 요키치        | 덴버 너기츠           |
| 2023~2024 | 루카 돈치치          | 댈러스 매버릭스       |
| 2024~2025 | 샤이 길저스 알렉산더 | 오클라호마시티 선더   |

### 팀별 수상횟수
| 횟수 | 팀                                                                    |
| ---- | --------------------------------------------------------------------- |
| 1회  | 골든스테이트 워리어스 덴버 너기츠 댈러스 매버릭스 오클라호마시티 선더 |

## 역대 팀별 콘퍼런스 파이널 우승한 연도
| 팀                        | 최근 우승한 연도 |
| ------------------------- | ---------------- |
| 애틀랜타 호크스           | 빈칸             |
| 시카고 불스               | 빈칸             |
| 댈러스 매버릭스           | 2024년           |
| 덴버 너기츠               | 2023년           |
| 디트로이트 피스턴스       | 빈칸             |
| 골든스테이트 워리어스     | 2022년           |
| 휴스턴 로키츠             | 1995년           |
| 인디애나 페이서스         | 빈칸             |
| 로스앤젤레스 클리퍼스     | 빈칸             |
| 로스앤젤레스 레이커스     | 2020년           |
| 멤피스 그리즐리스         | 빈칸             |
| 마이애미 히트             | 빈칸             |
| 밀워키 벅스               | 1974년           |
| 미네소타 팀버울브스       | 빈칸             |
| 뉴올리언스 펠리컨스       | 빈칸             |
| 올랜도 매직               | 빈칸             |
| 오클라호마시티 선더       | 2025년           |
| 피닉스 선스               | 2021년           |
| 포틀랜드 트레일블레이저스 | 1992년           |
| 새크라멘토 킹스           | 빈칸             |
| 샌안토니오 스퍼스         | 2014년           |
| 시애틀 슈퍼소닉스         | 1996년           |
| 유타 재즈                 | 1998년           |
| 벤쿠버 그리즐리스         | 빈칸             |

## 콘퍼런스 우승 횟수
| 횟수 | 팀                                                                            |
| ---- | ----------------------------------------------------------------------------- |
| 17회 | 로스앤젤레스 레이커스                                                         |
| 7회  | 골든스테이트 워리어스                                                         |
| 6회  | 샌안토니오 스퍼스                                                             |
| 4회  | 휴스턴 로키츠                                                                 |
| 3회  | 포틀랜드 트레일블레이저스 · 시애틀 슈퍼소닉스 · 피닉스 선스 · 댈러스 매버릭스 |
| 2회  | 유타 재즈 · 오클라호마시티 선더                                               |
| 1회  | 덴버 너기츠                                                                   |